# Amtsgericht Wippra
Das Amtsgericht Wippra war ein Gericht der ordentlichen Gerichtsbarkeit in Wippra.

## Geschichte
Von 1849 bis 1879 bestand in Wettin die Gerichtskommission Wippra des Kreisgerichtes Sangerhausen. Im Rahmen der Reichsjustizgesetze wurden reichsweit einheitlich Oberlandes-, Land- und Amtsgerichte gebildet. Das königlich preußische Amtsgericht Wippra wurde mit Wirkung zum 1. Oktober 1879 als eines von 16 Amtsgerichten im Bezirk des Landgerichtes Halle im Bezirk des Oberlandesgerichtes Naumburg gebildet. Der Sitz des Gerichtes war der Ort Wippra. Sein Gerichtsbezirk umfasste aus dem Mansfelder Gebirgskreis die Amtsbezirke Braunschwende, Dankerode und Wippra, den Amtsbezirk Rammelburg außer dem Gemeindebezirk Biesenrode, aus dem Amtsbezirk Meisdorf die Gemeindebezirke Molmerswende und den Gutsbezirk Molmerswende sowie aus dem Amtsbezirk Morungen die Gemeindebezirke Horla, Paßbruch und Rotha und die Gutsbezirke Hilkenschwende, Horla und Neuhaus. Am Gericht bestand 1880 eine Richterstelle. Das Amtsgericht war damit ein kleines Amtsgericht im Landgerichtsbezirk.
In Folge der Weltwirtschaftskrise wurden 60 Amtsgerichte auf Grund von Sparverordnungen aufgehoben. Mit der Verordnung über die Aufhebung von Amtsgerichten vom 30. Juli 1932 wurde das Amtsgericht Wippra zum 30. September 1932 aufgehoben und sein Sprengel auf die Amtsgerichte Mansfeld, Roßla und Sangerhausen aufgeteilt.